# Quartier de Bonne-Nouvelle

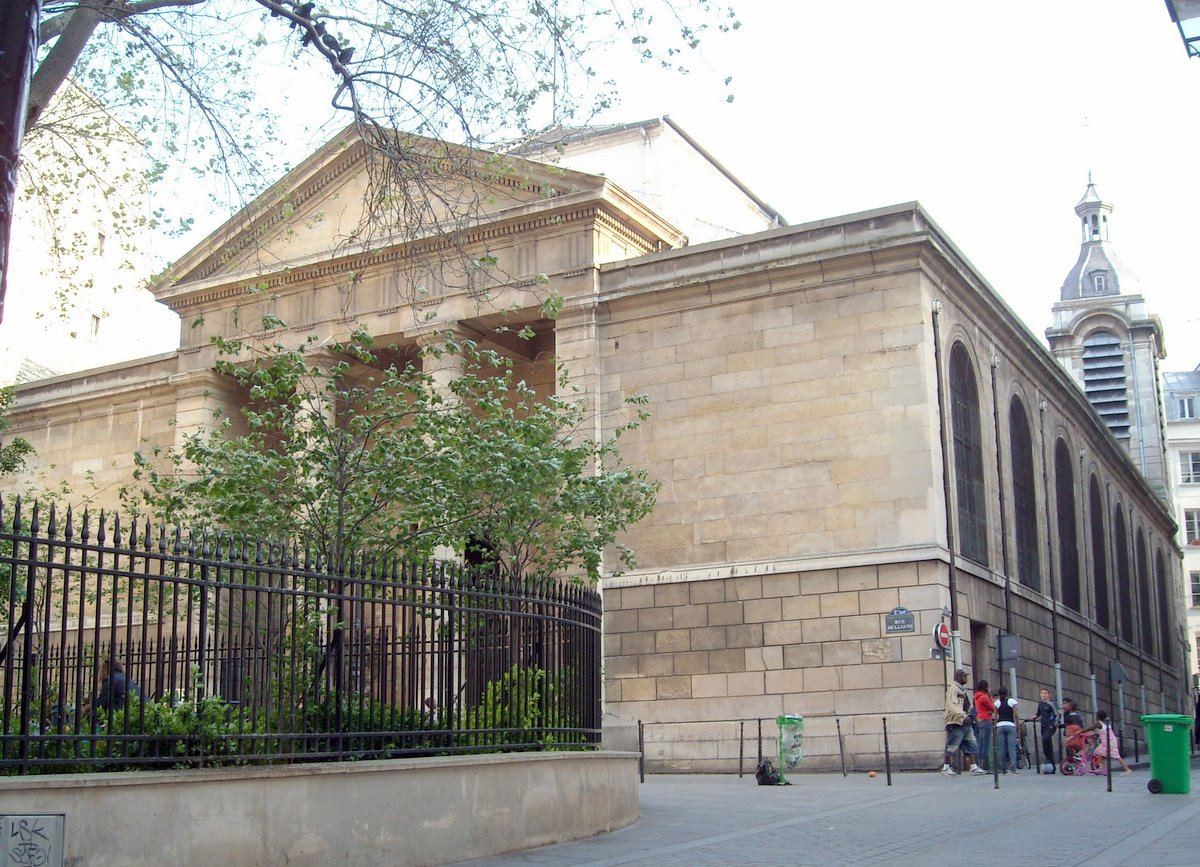
Kostel Notre-Dame-de-Bonne-Nouvelle, který dal čtvrti jméno

Quartier de Bonne-Nouvelle (doslovně: čtvrť Dobrá zpráva) je 8. administrativní čtvrť v Paříži, která je součástí 2. městského obvodu. Má rozlohu 28,2 ha a její hranice tvoří ulice Rue Étienne-Marcel na jihu, Rue Montorgueil, Rue des Petits-Carreaux a Rue Poissonière na západě, Boulevard de Bonne-Nouvelle na severu a Boulevard de Sébastopol na východě.
Čtvrť byla pojmenována podle kostela Notre-Dame-de-Bonne-Nouvelle, který zde byl postaven kolem roku 1563 a jeho název odkazuje na Zvěstování Panny Marie. Jeho současná podoba pochází z let 1823–1830. Stejný název má i bulvár a zdejší stanice metra.

## Vývoj počtu obyvatel
| Rok sčítání | Počet obyvatel | Hustota zalidnění (ob./km²) |
| ----------- | -------------- | --------------------------- |
| 1954        | 21 379         | 75 812                      |
| 1962        | 20 151         | 71 457                      |
| 1968        | 17 551         | 62 238                      |
| 1975        | 12 510         | 44 362                      |
| 1982        | 10 276         | 36 440                      |
| 1990        | 9 864          | 34 979                      |
| 1999        | 9 595          | 34 025                      |